# 赖因哈德·舍尔
萊因哈特·舍爾（德語：Reinhard Scheer，1863年9月30日—1928年11月26日）是一名德意志帝国海军將領，最高軍階為海軍上將，由於其治軍嚴明與相應的外表，在海軍中有著「鐵面人」之稱。舍爾於1879年以見習軍官的身份加入海軍，並逐步晉升，指揮過巡洋艦和戰艦，還曾擔任過高級參謀職位。第一次世界大戰爆發時，舍爾是「公海艦隊」第二分舰队司令。之後又奉命指揮由軍中最新、最強大的戰艦所組成的第三分艦隊。1916年1月，舍爾晉升為海軍上將，任「公海艦隊」司令，並於任上的同年5月31日至6月1日指揮德軍參與史上規模最大的海戰之一——日德蘭海戰。
戰役結束後，舍爾加入呼籲對協約國進行無限制潛艇戰的集團，並最終得到了德皇威廉二世的許可。1918年8月，舍爾任海軍參謀長，由海軍上將弗朗茲·馮·希佩爾接替其「公海艦隊」司令職務。兩人還策劃了一場針對英國大艦隊的最後決戰，但飽受戰爭之苦的水兵獲悉後發動兵變，使得決戰計畫被迫放棄，也進而導致得國內暴動、戰爭結束後，舍爾也在之後宣布退休。
1919年，舍爾撰寫了他的回憶錄，1925年又寫了自傳。1928年11月26日，舍爾於馬克特雷德維茨去世，並被安葬在魏瑪市立公墓。1930年代，舍爾的姓氏被用於新造的海軍巡洋艦——「舍尔将军号」以茲紀念。

## 早期生涯
舍爾出生於現今下薩克森州奧伯恩基興一個中產階級家庭，由於德意志帝國海軍主要由富裕家庭主導，此一出身曾一度對仕途構成障礙。
1879年4月22日，15歲的舍爾加入海軍，其分發後第一個海上任務是在风帆护卫舰「尼俄伯号」上服役，其首次巡航從1879年6月持續到9月，在此期間舍爾接受了領航與工程方面的訓練。返回德國後，舍爾被分配到基爾海軍學校繼續接受軍官培訓，儘管在1879年的學員評價中僅獲得了「滿意」，但在次年的海上學員考試中獲得了班上第二高的成績。海軍學校畢業後，舍爾參加了為期六個月的特別培訓課程，專攻炮術、魚雷戰和步兵訓練。隨後，他被分配到炮術訓練艦「聲望號」。舍爾曾短暫被分配到鐵甲艦「腓特烈·卡尔号」。最後一年，他在護衛艦「赫塔號」服役，並隨艦進行了一次環球航行，訪問了澳大利亞墨爾本、日本橫濱、神戶和長崎以及中國上海。
其後舍爾被調至東非分艦隊，並於1884年至1886年隨著該艦隊進行首次巡航，他被分配到護衛艦「俾斯麦号」，於該艦服役期間晉升少尉。他在非洲也結識了許多重要人物，其中包括後來擔任「公海艦隊」指揮官的亨寧·馮·霍爾岑多夫。1884年12月，舍爾還參與了一次登陸行動，鎮壓了一名親英的當地酋長。
1886年返回德國後，舍爾參加了在护卫舰「布吕歇尔号」上舉行的魚雷訓練（1888年1月至5月）。1888年5月，舍爾重返東非分艦隊，擔任「索菲号」護衛艦上的魚雷官。這次巡航持續到1890年初夏，之後舍爾返回德國成為基爾魚雷研究司令部的教官，並在此期間以魚雷專家的身份頗有盛名。基爾服役期間，舍爾還結識了阿爾弗雷德·馮·鐵必制，並因其專業知識而受到鐵必制的關注。1897年，鐵必制升為國家海軍辦公室國務秘書，隨即調任舍爾進入魚雷部門工作。
舍爾其後晉升少校，並指揮輕巡洋艦「瞪羚号」。1905年，舍爾晉升為海軍上校，後於1907年開始指揮「阿尔萨斯号」戰艦，為時兩年。1909年12月1日，曾有一份報告建議晉升舍爾，後者隨後便成為「公海艦隊」司令霍爾岑多夫的參謀長，並於防护巡洋舰「威廉王妃号」上擔任該職，自擔任霍爾岑多夫參謀長後不到六個月，舍爾便晉升為掌旗官。舍爾擔任「公海艦隊」參謀長至1911年末，其後又被調回鐵必制國家海軍辦公室，後任海軍總辦公室室長至1912年。該職務結束後，舍爾重返海上指揮職位，於1913年1月擔任「公海艦隊」第二分艦隊司令，下轄6艘戰艦。

## 第一次世界大戰
1913年12月9日，舍爾晉升為海軍中將，並持續指揮第二分艦隊直至1915年1月。其後，他接掌第三艦隊，該分隊由德國海軍中最強大的戰艦組成，包括「皇帝級」和「国王级」無畏艦。舍爾主張對英國沿海發動襲擊，以引誘數量上佔優勢的英國皇家海軍部分艦隊出擊，再由德軍艦隊予以殲滅。舍爾還對「公海艦隊」司令腓特烈·馮·英格諾爾頗有微詞，認為其出手過於謹慎。
在德軍艦隊轟炸炮轟哈特爾浦、惠特比與斯卡伯勒後，英格諾爾撤退而未能攻擊實力較弱的英國分艦隊，舍爾對此評論道：「（英格諾爾）使我們失去按照原計劃迎擊敵方特定分艦隊的機會，事實證明此一計劃是正確的。」在1915年1月的多格爾沙洲海戰中，「布呂歇爾號」沉沒，使德皇在2月2日解除英格諾爾的職務。胡戈·冯·波尔上將繼任「公海艦隊」司令，該人行事極其謹慎，在1915年剩餘時間裡僅執行了五次無效的艦隊行動，所有行動都未超過距黑尔戈兰岛120海里的範圍。

### 「公海艦隊」司令
1916年1月18日，舍爾接替因病無法繼續任職的波爾成為新任「公海艦隊」司令，其後撰寫了《北海海戰指導原則》，計劃為透過增加潛艦活動、齊柏林飛船襲擊以及加強艦隊出擊來對英軍「大艦隊」施壓，迫使後者放棄遠程封鎖，不得不出擊攻擊德國艦隊。1916年2月23日，威廉二世批准了該備忘錄，使舍爾得以更積極地運用艦隊。
在威廉二世於1916年4月24日禁止無限制潛艇戰後，舍爾命令所有在大西洋的潛艦返回德國並放棄對商船的襲擊，打算將潛艦部署在英國主要海軍基地附近，以支援艦隊行動。當弗朗茲·馮·希佩爾中將指揮的第1偵察集群戰鬥巡洋艦進行轟炸時，潛艦將攔截離港的英軍艦隊，舍爾原計劃於5月17日發動這次行動，但由於一個月前戰鬥巡洋艦「塞德利茨号」受損，加上第三分舰队多艘戰艦冷凝器出現故障，計劃被延後，直到5月31日才進行。

#### 日德蘭海戰
1916年5月31日凌晨，舍爾的艦隊包括16艘無畏艦、6艘前無畏艦、6艘輕巡洋艦和31艘魚雷艇，從翡翠灣出發。艦隊與希佩爾的5艘戰鬥巡洋艦及其支援巡洋艦和魚雷艇同行。英國海軍情資部門「40號室」截獲並破譯了德軍無線電通訊，獲悉本次行動的計劃，因此英軍「大艦隊」於前一夜出動，兵力包括約28艘無畏艦和9艘戰鬥巡洋艦，旨在截斷並摧毀「公海艦隊」。
協調世界時16點，兩支戰鬥巡洋艦隊相遇，並開始向南方展開炮戰，向舍爾的主力艦隊逼近。在達到「公海艦隊」所在地後，英軍戰鬥巡洋艦艦隊司令大衛·貝蒂將艦隊轉向北方，試圖引誘德軍靠近由約翰·傑利科上將指揮的「大艦隊」。在向北方撤退的過程中，舍爾的先導艦與英國第5戰艦分隊的「伊麗莎白女王級」戰艦交戰。18點30分，「大艦隊」抵達戰場，開始部署到可以從東北方向形成「T字頭」有利陣位。舍爾為將艦隊逃出其不利位置，下令全隊向西南進行16點鐘方向的轉向。18點55分，舍爾決定再進行一次16點鐘轉向，並對英軍發起攻擊，他後來解釋此舉的理由：
當時時間還太早，不能採用「夜間巡航命令」。敵軍可能迫使我們在天黑前決戰，可能扼殺我們的主動權，最終可能切斷我們返回德意志灣的路徑。要避免這種情況的唯一方法是發起二次進攻，不計代價地對敵人施加二次打擊……這也是最後一次幫助被集火的「威斯巴登號」的嘗試，至少也要救助其船員。
然而這次機動再次將舍爾置於危險境地，傑利科已經轉向南方，再次形成T字有利陣位。舍爾隨後進行了第三次16點鐘方向的轉向，由希佩爾受到重創的戰鬥巡洋艦隊掩護。隨後，舍爾下令艦隊進入夜間巡航隊形，並於23點40分完成。隨後舍爾的戰艦與傑利科的驅逐艦護衛隊展開了一系列激烈的交戰，但德軍成功突破驅逐艦艦隊並朝向角礁退卻。6月1日13點至14點45分間，「公海艦隊」抵達翡翠灣，舍爾命令無損的第一分艦隊戰艦駐守在翡翠灣外海，而「皇帝級」戰艦則留在威廉港附近待命。

#### 日德蘭海戰後
戰鬥結束後，舍爾向德皇提交了對本次海戰的評估報告，強烈主張恢復無限制潛艇戰，認為這是擊敗英國的唯一選擇。舍爾在接下來的大部分時間裡與海軍指揮層辯駁此事，最終無限制潛艇戰於1917年2月恢復。儘管舍爾堅信只有潛艦能打敗英國，但仍然繼續利用水面艦隊。1916年8月18日至19日，「公海艦隊」再次出動，試圖引誘貝蒂的戰鬥巡洋艦。然而，英軍再次截獲了德軍的通訊，「大艦隊」再次出擊。不過這次舍爾的偵察發揮了作用，提前獲悉「大艦隊」正在逼近的消息，得以及時回撤。1917年下旬，舍爾開始使用輕型部隊突襲北海的英國護航船隊，此舉迫使英軍調配戰艦為其護航，為舍爾提供消滅「大艦隊」被分出去的幾艘戰艦之機會。1918年4月23日，舍爾派遣整個「公海艦隊」前往攔截其中一支護航船隊，但希佩爾的戰鬥巡洋艦多次穿過護航船隊的航線卻未發現任何船隻；後來得知德軍情報部門錯估了船隊離開英國的日期，艦隊只得於19點前返回抵達北海基地。

### 海軍參謀長
1918年8月11日，舍爾被晉升為海軍參謀長，弗朗茨·馮·希佩爾則繼任「公海艦隊」司令。隔日，舍爾與保羅·馮·興登堡元帥和埃里希·魯登道夫上將會面，討論不斷惡化的戰局。三人一致認為，在德國陸軍已被迫轉入防禦的情勢下，潛艇戰是取勝的唯一希望。舍爾隨後呼籲制定緊急計劃以大幅增加潛艇產能，規定1918年最後一季度每月至少增加16艘潛艇，這一數字在1919年第三季度應增至每月至少30艘，計劃總共要求建造376到450艘新潛艇。然而，德國海軍歷史學家霍爾格·赫韋格認為該計劃只是一項「旨在對內外產生影響的大規模宣傳」。
10月，在戰爭即將失敗的情況下，舍爾和希佩爾提出發動一次最終艦隊決戰計畫——「第19號作戰令」，海軍將不惜一切代價地盡可能對英軍造成損害，以使德國在談判中獲得更有利的地位。計劃涉及輕巡洋艦和驅逐艦的兩次同時攻擊，一次針對佛蘭德，另一次針對泰晤士河口的船隻；五艘戰鬥巡洋艦將支援泰晤士河攻擊，而無畏艦則留在佛蘭德附近。兩次攻擊後，艦隊將集中在荷蘭海岸附近，與「大艦隊」展開決戰。然而，當艦隊在威廉港集結時，厭戰的水兵們開始大規模逃亡。當「冯·德·坦恩号」和「德夫林格号」通過將威廉港內港與外港分隔的水閘時，約有300名來自這兩艘船的船員翻過舷側逃走。1918年10月24日，舍爾下令艦隊從威廉港出航。從10月29日晚上開始，幾艘戰艦上的水手兵變；第三艦隊的3艘戰艦拒絕起錨，「图林根号」和「黑尔戈兰号」戰艦上還發生了破壞行為。在面對公開叛亂的情況下，出航命令被撤銷，行動取消，而為鎮壓兵變，「公海艦隊」分隊被勒令解散。

## 戰後

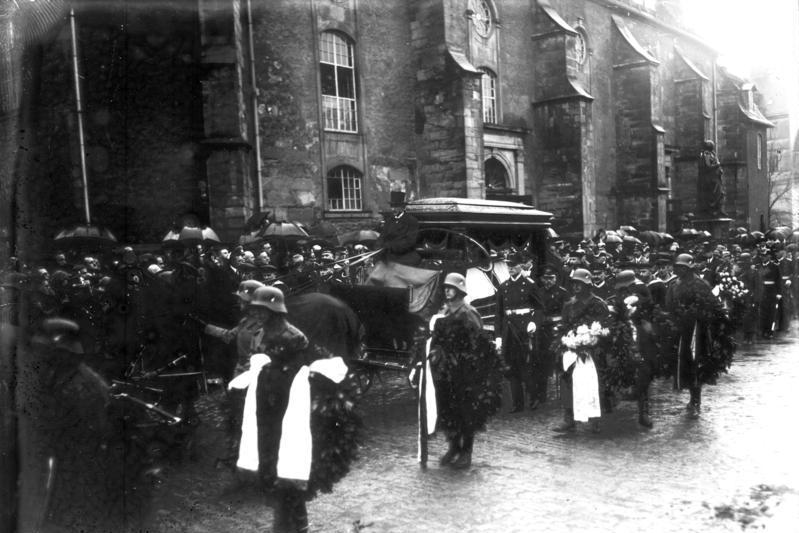
1928年11月，舍爾的葬禮

戰後舍爾於1919年撰寫關於大戰的回憶錄。1920年10月，一名竊賊闖入舍爾的住所，殺害其妻艾米莉（Emillie）、女傭，打傷女兒埃爾塞（Else），隨後該人於地下室自殺。事件發生後，舍爾隱居起來，他後來撰寫了自傳《從帆船到潛艇》（Vom Segelschiff zum U-Boot），於1925年11月6日出版。
1928年，舍爾接受邀請，預計將前往英國會見在日德蘭海戰中的對手——約翰·拉什沃思·傑利科元帥，然而行前舍爾便於马克特雷德维茨去世，終年65歲。舍爾被埋葬於魏瑪的市政公墓，墓碑上寫著：「海軍上將萊因哈特·舍爾在此安眠」（hier ruht admiral reinhard scheer），並計有生卒年月日、其旗幟金屬飾片以及「斯卡格拉克」（skagerrak，日德蘭海戰的德語名稱）一詞。
1933年，魏瑪共和國國防軍的新式軍艦——舍尔将军号装甲舰是以舍爾命名，由其女瑪麗安（Marianne）主持为舰只命名。

## 榮譽
德國榮譽
- 普魯士王國紅鷹勳章大十字級
- 普魯士王國功勋勋章：1916年6月5日、1918年2月1日（橡葉級）
- 鐵十字勳章：1914年，一級和二級
- 霍亨索倫皇家勳章騎士十字級
- 普魯士王國服務獎章
- 普魯士王國皇冠勳章（英语：Order of the Crown (Prussia)）一等配劍級
- 巴伐利亞王國馬克斯·約瑟夫軍事勳章（英语：Military Order of Max Joseph）大十字級
- 安哈特阿爾伯特熊家族勳章（英语：Order of Albert the Bear）大十字級
- 巴伐利亞王國軍功勳章（英语：Military Merit Order (Bavaria)）大十字級
- 薩克森王國聖亨利軍事勳章（英语：Military Order of St. Henry）騎士十字級：1916年6月23日
- 薩克森王國阿爾伯特勳章（英语：Albert Order）大十字級
- 梅克倫堡-施威林大公國狮鹫勳章（英语：Order of the Griffon (Mecklenburg)）大十字級
- 歐登堡大公國彼得·腓特烈·路易家族與功勳勳章（英语：House and Merit Order of Peter Frederick Louis）榮譽大十字級
- 符騰堡王國軍功勳章（英语：Military Merit Order (Württemberg)）騎士級
- 梅克倫堡-施威林大公國梅克倫堡-什未林軍事功勳十字勳章（英语：Military Merit Cross (Mecklenburg-Schwerin)）一級

外國榮譽
- 奧地利法蘭茲·約瑟夫勳章（英语：Order of Franz Joseph）大十字騎士級：1911年[49]
- 奧地利利奧波德勳章大十字騎級士：1916年[49]
- 日本旭日章三級
- 義大利聖莫里斯與聖拉撒路勳章（英语：Order of Saints Maurice and Lazarus）大軍官級
- 奧地利鐵皇冠勳章三級
- 聖斯坦尼斯勳章（英语：Order of Saint Stanislaus）二級

## 註腳
1. 1 2  Herwig（1980年），第139页
2. 1 2  Sweetman（1997年），第389页
3. ↑  Tarrant（1995年），第49页
4. 1 2 3  Sweetman（1997年），第390页
5. ↑  Sandler（2002年），第318页
6. ↑  Sweetman（1997年），第391-392页
7. 1 2  Sweetman（1997年），第392页
8. ↑  Massie（2004年），第554页
9. ↑  Sweetman（1997年），第392-393页
10. 1 2 3  Sweetman（1997年），第393页
11. ↑  Tarrant（1995年），第286页
12. ↑  Tarrant（1995年），第43页
13. ↑  Tarrant（1995年），第43-44页
14. ↑  Sweetman（1997年），第394页
15. ↑  Tarrant（1995年），第50页
16. ↑  Karau（2003年），第65页
17. ↑  Tarrant（1995年），第55页
18. ↑  Tarrant（1995年），第55-56页
19. ↑  Tarrant（1995年），第62页
20. ↑  Tarrant（1995年），第63-64页
21. ↑  Campbell（1998年），第34页
22. ↑  Bennett（2006年），第73页
23. ↑  Tarrant（1995年），第116页
24. ↑  Tarrant（1995年），第153页
25. 1 2  Tarrant（1995年），第165页
26. ↑  Bennett（2006年），第106页
27. ↑  Tarrant（1995年），第177-181页
28. ↑  Campbell（1998年），第275页
29. ↑  Campbell（1998年），第274页
30. ↑  Tarrant（1995年），第263页
31. ↑  Scheer（1920年），第246页
32. ↑  Scheer（1920年），第248页
33. ↑  Massie（2004年），第682-683页
34. ↑  Massie（2004年），第747页
35. ↑  Massie（2004年），第748页
36. ↑  Scheer（1920年），第332-333页
37. ↑  Scheer（1920年），第333页
38. ↑  Scheer（1920年），第334页
39. ↑  Herwig（1980年），第222页
40. ↑  Tarrant（1995年），第280-281页
41. ↑  Massie（2004年），第774页
42. 1 2  Massie（2004年），第775页
43. ↑  Tarrant（1995年），第281-282页
44. ↑  Sweetman（1997年），第401页
45. 1 2  Butler（2006年），第221页
46. ↑  Grange（2008年），第208页
47. ↑  Dodge, Russ. . Findagrave.com. 2003-09-23  [2010-04-20]. （原始内容存档于2019-10-02）.
48. ↑  Williamson（2003年），第32页
49. 1 2  , , Vienna: Druck und Verlag der K.K. Hof- und Staatsdruckerei: 75, 265, 1918  [2024-08-09], （原始内容存档于2021-04-10）